# Callicebus nigrifrons
Il callicebo dalla fronte nera (Callicebus nigrifrons Spix, 1823) è un primate Platirrino della famiglia dei Pitecidi.
Veniva considerato una sottospecie di Callicebus personatus (Callicebus personatus nigrifrons): attualmente, con l'evoluzione del concetto di specie verso il modello di specie ecologica piuttosto che biologica, questi animali vengono considerati dalla maggior parte degli studiosi una specie a sé stante.
La specie è endemica della foresta atlantica del Brasile sud-orientale (stati di Minas Gerais, Espírito Santo, Rio de Janeiro e San Paolo).
Si tratta di animali diurni ed arboricoli, che vivono in gruppi familiari costituiti da una coppia riproduttrice coi figli di più parti, generalmente in numero non superiore a tre. Le coppie sono monogame e durano fino alla morte di uno dei componenti. Ciascun gruppo occupa un proprio territorio, che viene delimitato tramite un sistema piuttosto complesso di vocalizzazioni territoriali e difeso strenuamente da eventuali intrusi, anche se è assai raro che gli incontri fra vari gruppi sfocino in zuffe vere e proprie.

Questi animali si nutrono principalmente di frutta, anche se non disdegnano di tanto in tanto di integrare la dieta con insetti, uova e piccoli vertebrati.
La femmina partorisce una volta all'anno, dando alla luce solitamente un unico cucciolo: in caso di parti gemellari, solitamente il più piccolo dei gemelli viene abbandonato al proprio destino. Il cucciolo viene accudito dal padre fino a quando non è in grado di seguire il gruppo e nutrirsi autonomamente: resta però coi genitori fino al raggiungimento della maturità sessuale, che sopraggiunge attorno al terzo anno d'età.

## Status e conservazione
Questa specie ha subito un'estesa perdita e frammentazione dell'habitat. Sebbene la specie sia abbastanza diffusa, la conversione delle aree forestali in estesi allevamenti di bestiame e l'agricoltura, le pratiche di disboscamento e l'urbanizzazione, hanno portato a un'estrema frammentazione delle foreste all'interno del suo areale, determinando piccole popolazioni isolate. È ragionevole supporre che la specie abbia subito un declino di oltre il 20% negli ultimi 24 anni.